# Pregadeu
Un pregadeu, plegamans, tocacampanes, cavall de serp (Mantis religiosa) és una espècie d'insecte mantodeu de la família Mantidae.
És un insecte gros, les femelles superen fàcilment els 7 cm de llargada per bé que els mascles són més petits. Se solen trobar en indrets assolellats com ara les brolles, sovint camuflats amb els seus tons críptics de colors verd, groc o marró clar.
Són característics del pregadeu els fèmurs punxosos del primer parell de potes plegades davant del cap —en una postura que recorda la d'una persona en oració— i el cap triangular, amb dos grans ulls i unes mandíbules potents. El pregadeu és depredador d'altres insectes. Sovint resta quiet prop d'una flor, a l'aguait dels insectes pol·linitzadors. És inofensiu per als humans, ja que les seves mandíbules i les serretes de les seves potes amb les quals enxampa les preses, són molt petites per a l'ésser humà.

## Noms dialectals[calcitació]
Pregadeu de rostoll, pregadeu-bernada, pregamans, (a)plegaman(o)s, plegabraços, cantamisses, (re)voltacampanes, revoltejacampanes, rodacampanes, regatejador de campanes, revol de campanes, campanar, beata, predicador, cabra, muntacavalls, etc.
I els més locals: dimoni (a l'Urgell), andreu (La Codonyera), maria (Senterada), mateu, tocacampanes (Almatret; Ribera d'Ebre), cantamisses (Terres de Lleida), plegadeus (de rostoll) (Ribera d'Ebre), senyoreta, tocamatines (Terres de Lleida), repicacampanes (Terres de Lleida), saltabarrancs (Énova).
També rep noms atribuïts a altres insectes: cuca cantamissa (Ribera d'Ebre), maria (a Senterada i més llocs), mortefuig (Mequinensa), rodadits, cavall de serp (a les Balears).
En rossellonès burra (o burro en septentrional de transició), cabra, bernada, marededeu; pregadeu, donzella (Conflent), saltabarrils (a Campome) i cabra llosca al Vallespir i l'Alt Empordà.
Per a més noms vegeu el mapa «1549. El pregadeu» de l'ALDC.

## Reproducció
A la fi de l'estiu, els pregadeus surten a aparellar-se per les zones més assolellades dels boscos on viuen. Les femelles són les que dirigeixen la cacera. Són més grans que els mascles i s'encarreguen d'emetre feromones per atreure'ls. El mascle més proper cedirà a la crida silenciosa sense sospitar que, en la majoria dels casos, la còpula acaba amb la mort del mascle entre les mandíbules de la seva parella.
Els ous —n'hi ha fins a dos-cents— romandran tancats dins una coberta anomenada ooteca, unes estructures de contorn el·líptic i consistència esponjosa que contenen els ous i acostumen a trobar-se adherides a la pedra o a la fusta, en un indret prou arrecerat i no naixeran fins a l'any següent.

## Enllaços externs

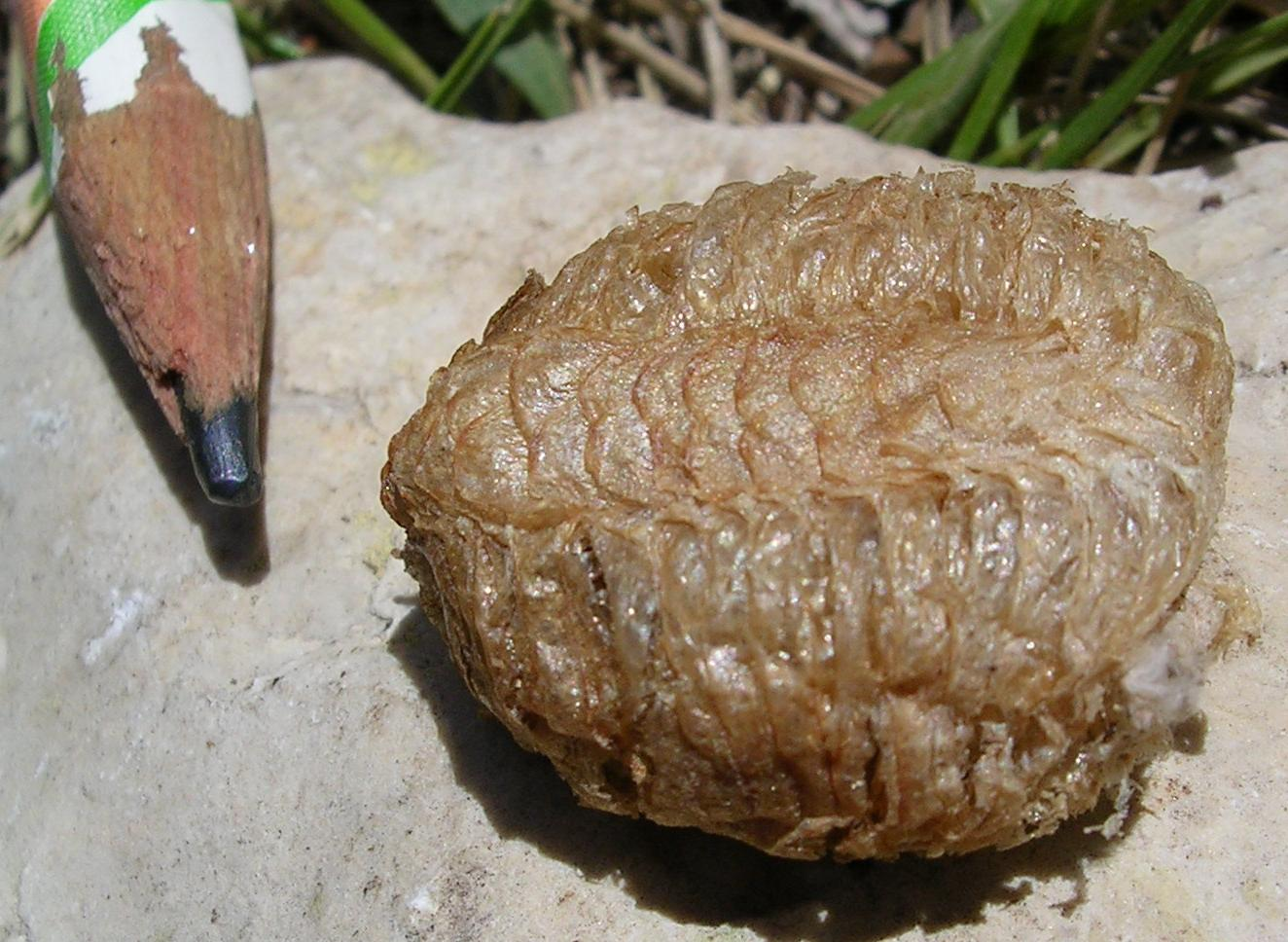
Ooteca
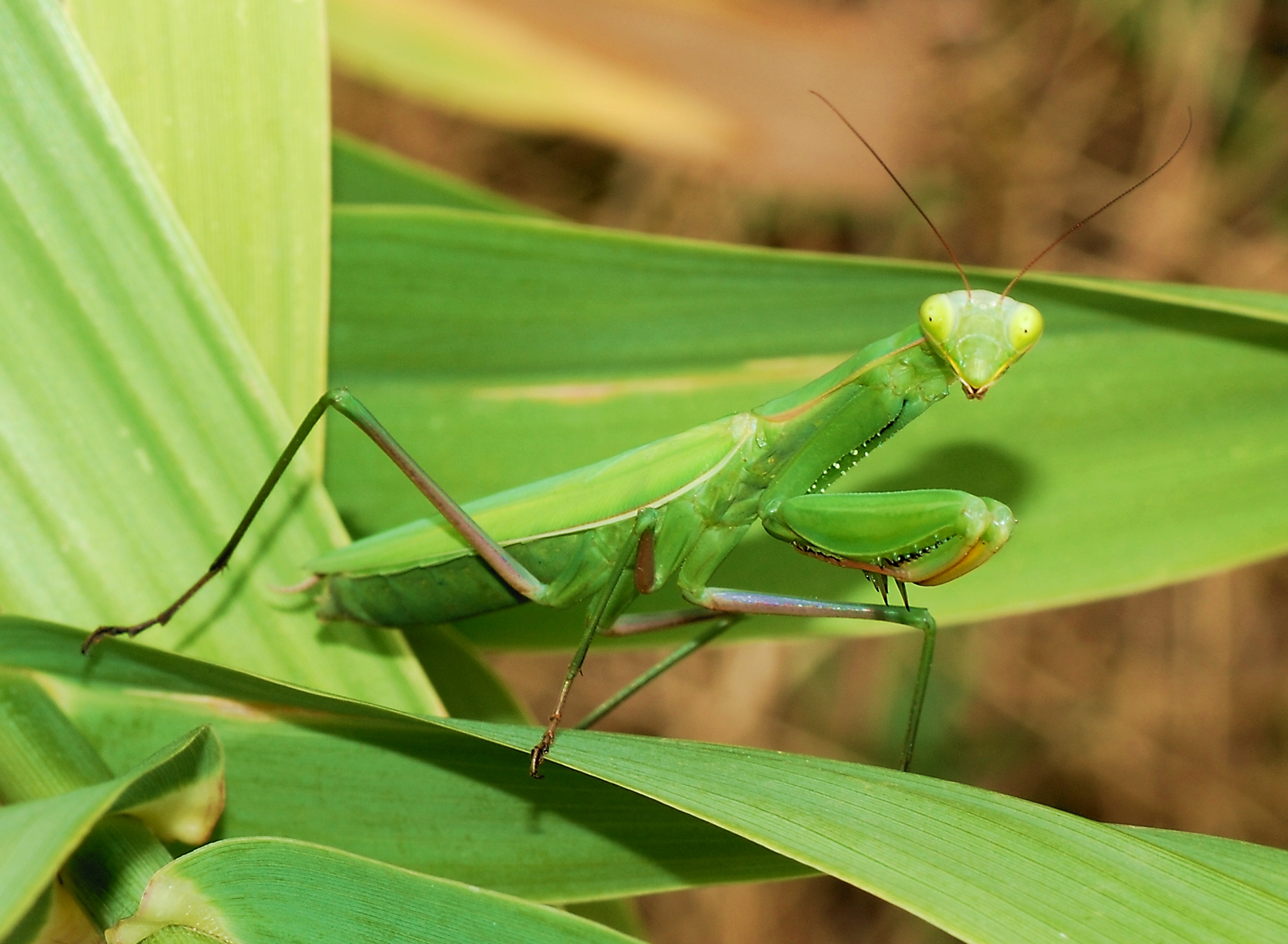
Femella
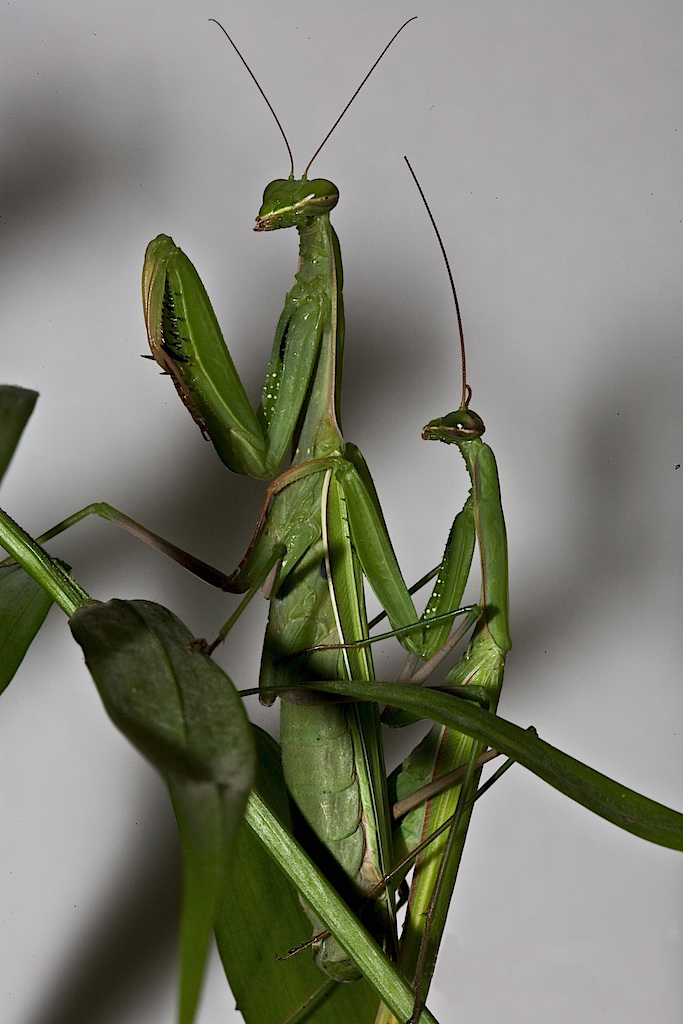
Parella
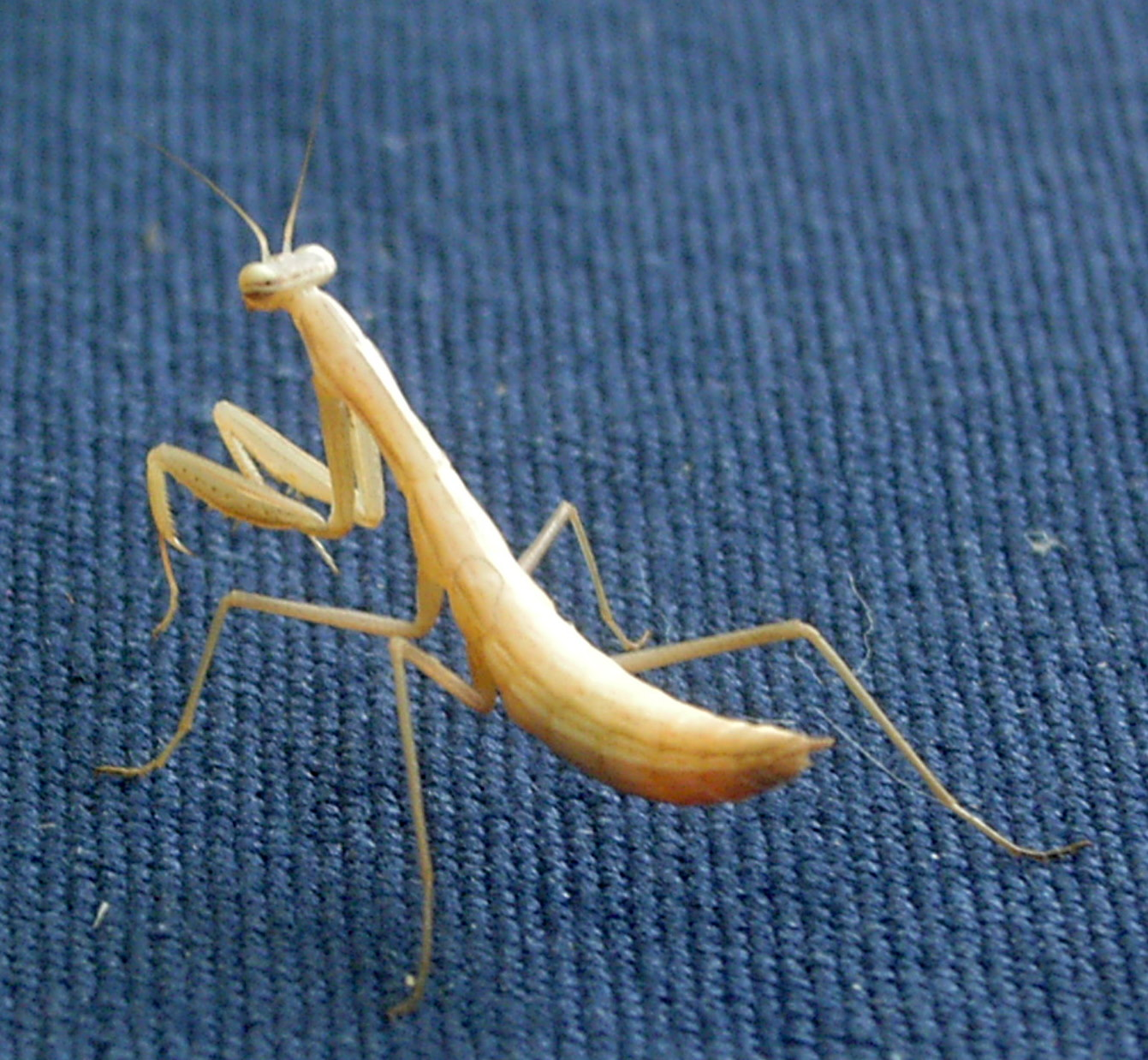
Nimfa